# Olovov(II, IV) oksid
Olovov(II, IV) oksid (Pb2PbO4 (uobičajeno Pb3O4) ili 2 PbO x PbO2, minij, olovov tetraoksid, olovov(II) ortoplumbat(IV), crveno olovo) je jedan od triju oksida olova, u kojem se olovo nalazi u dvama različitim oksidacijskim stanjima (Pb2+ i Pb4+), tetragonske simetrije. Označava se u obliku oksida, a zapravo je Pb2PbO4.

## Svojstva i osobine
To je težak prah intenzivne crvene boje i velike gustoće, netopljiv u vodi.

Javlja se u prirodnom obliku kao mineral minij mineral

## Uporaba
Upotrebljava se za temeljne naliče (npr. pomiješan s lanenim uljem), kao antikorozivni premaz za željezne i čelične konstrukcije (sve manje zbog otrovnosti), te kao crveni pigment u proizvodnji kristalnoga stakla i glazura.

## Laboratorijsko dobivanje
1.
Pripravlja se grijanjem (oksidacijom) olovovog(II) oksida (ili nekog drugog olovovog oksida) u prisutnosti zraka na oko 470 do 480 °C:
6 PbO + O2 --> 2 Pb3O4
Spoj je onečišćen s olovo(II) oksidom, koji se uklanja kalijevim hidroksidom:
PbO + KOH + H2O --> K [Pb(OH)3](aq)
Također se može i pripraviti zagrijavanjem elementarnog olova na zraku na većim temperaturama.
2.
Drugi način pripreme se oslanja na žarenje olovovog karbonata u zraku:
6 PbCO3 + O2 --> 2 Pb3O4 + 6 CO2
3.
Još jedna metoda je oksidativno žarenje s bijelim olovom:
3 Pb2CO3(OH)2 + O2 --> 2 Pb3O4 + 3 CO2 + 3 H2O
4.
U otopini, olovov(II, IV) oksid može se pripremiti npr. reakcijom kalijevog plumbata s olovnim acetatom. Tu je olov(II, IV) oksid monohidrat (Pb3O4 x H2O), što može biti pretvoren u bezvodni oblik s blagim grijanjem:
K2PbO3 + 2 Pb (OCOCH3) 2 + H2O --> Pb3O4 + 2 KOCOCH3 + 2 CH3COOH